# Ruaudin
Ruaudin é uma comuna francesa na região administrativa do País do Loire, no departamento de Sarthe. Estende-se por uma área de 13.78 km². Em 2010 a comuna tinha 3 504 habitantes (densidade: 254,3 hab./km²).